# Another Days
〈Another Days〉(어나더 데이즈)는 w-inds.의 다섯 번째 싱글이다. 2002년 5월 22일 FLIGHT MASTER에서 발매하였다.
일본《Family Mart M/F/C》 CF곡으로 사용되었으며, 싱글로서는 처음으로 오리콘 차트 1위를 기록하였다.

## 초회한정반 특전
- 《w-inds.특제 사진집(A5변형/40페이지)》응모권. 추첨으로 5천명에게 선물하였다.

## 수록곡
1. Another Days
2. Show me your style
3. Another Days ~Another side mix~
4. Another Days (Instrumental)

작사, 작곡, 편곡 : 하야마 히로아키
리믹스 : planetcube (#3)

## 차트 성적
- 최고순위 1위 (오리콘)